# Gamma del Taure
|  | No s'ha de confondre amb Hyadum II. |

Gamma del Taure (γ Tauri) és un estel múltiple de la constel·lació del Taure. El seu nom tradicional, que desgina actualment al component principal, és Prima Hyadum, i al·ludeix al cúmul de les Híades, del que forma part, i en llatí significa «Primera Híade». També rep el nom Ambrosia o Ambrosie (Αμβροσιη en grec), una de les germanes Híades. La seva magnitud aparent és +3,65.
Gamma del Taure és una gegant taronja de tipus espectral K0III amb una temperatura efectiva de 4970 K. Brilla amb una lluminositat equivalent a 79 sols i el seu radi és 12 vegades més gran que el radi solar. És una de les quatre gegants taronges de les Híades, al costat de Ain (ε Tauri), Delta1 del Taure (δ¹ Tauri) i θ¹ Tauri. La seva velocitat de rotació és tan lenta que és difícil mesurar-la amb exactitud —la xifra varia segons autors—, encara que el seu període de rotació pot aproximar-se als 150 dies. No obstant això, l'estel presenta una capa exterior magnèticament activa (possiblement una corona), cosa que és sorprenent, ja que l'existència d'un camp magnètic en un estel fred requereix una velocitat de rotació molt major.
Com unes altres gegants de les Híades, Gamma del Taure presenta una metal·licitat —mesura com el contingut de ferro en relació al d'hidrogen— superior al Sol en un 25%. Es troba a 154 anys llum del sistema solar.